# Garden City (Utah)
Pour les articles homonymes, voir Garden City.
Garden City est une municipalité américaine située dans le comté de Rich en Utah. Lors du recensement de 2010, sa population est de 562 habitants.

## Géographie
Garden City se trouve à l'intersection de l'U.S. Route 30 et l'U.S. Route 89, sur la rive ouest du lac Bear. La municipalité s'étend en 2010 sur une superficie de 8,38 milles carrés (21,7 km2).

## Histoire
Fondée en 1877, Garden City devient une municipalité à l'automne 1933.  En 1979, elle fusionne avec le village voisin de Pickelville (en).
Lieu de villégiature, Garden City compte au XXIe siècle trois fois plus de résidences secondaires que de résidences principales.